# Earl of Hyndford

Familienwappen der Earls of Hyndford

Earl of Hyndford war ein erblicher britischer Adelstitel in der Peerage of Scotland.

## Verleihung und nachgeordnete Titel
Der Titel wurde am 25. Juli 1701 für den schottischen Secretary of State John Carmichael, 2. Lord Carmichael geschaffen. Er hatte bereits 1672 von seinem Großvater die Würde des erblichen Chief des Clan Carmichael und die Adelstitel 2. Lord Carmichael und 2. Baronet, of Westraw in the County of Lanark, geerbt, die diesem am 27. Dezember 1647 bzw. am 17. Juli 1627 verliehen worden waren. Zusammen mit der Earlswürde wurden ihm 1701 auch die nachgeordneten Titel Viscount of Inglisberry and Nemphlar und Lord Carmichael verliehen. Der jeweilige Heir Apparent führte fortan den Höflichkeitstitel Viscount of Inglisberry.
Alle genannten Titel erloschen beim kinderlosen Tod seines Urenkels, des 6. Earls, am 18. April 1817.

## Liste der Earls of Hyndford und Lords Carmichael

### Lords Carmichael (1647)
- James Carmichael, 1. Lord Carmichael (1579–1672)
- John Carmichael, 2. Lord Carmichael (1638–1710) (1701 zum Earl of Hyndford erhoben)

### Earls of Hyndford (1701)
- John Carmichael, 1. Earl of Hyndford (1638–1710)
- James Carmichael, 2. Earl of Hyndford († 1737)
- John Carmichael, 3. Earl of Hyndford (1701–1766)
- John Carmichael, 4. Earl of Hyndford (1710–1787)
- Thomas Carmichael, 5. Earl of Hyndford (um 1750–1811)
- Andrew Carmichael, 6. Earl of Hyndford (1758–1817)